# Psalter der Blanka von Kastilien

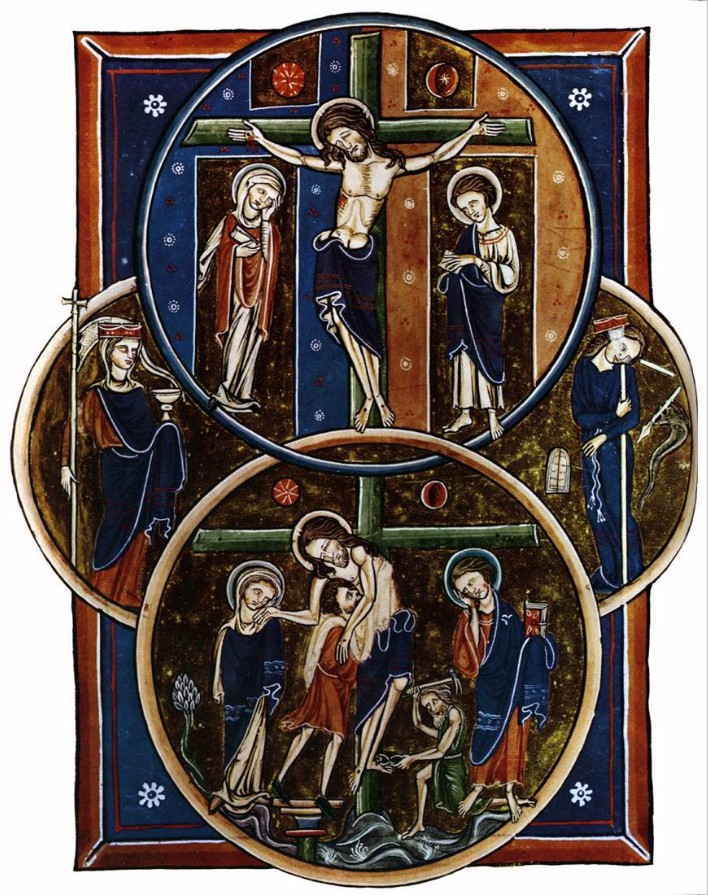
Illumination aus dem Psalter der Blanka von Kastilien, um 1235 (Bibliothèque de l’Arsenal, Paris)

Der Psalter der Blanka von Kastilien ist eine gotische Bilderhandschrift, die um 1230 in Paris für Blanka von Kastilien hergestellt wurde. Sie enthält einen lateinischen Psalter und als Buchschmuck 27 Miniaturen sowie 24 Medaillons. Seit 1335 ist sie im Besitz der Sainte-Chapelle nachweisbar.
Das Format der Handschrift beträgt 280 × 200 mm, ihr Umfang 192 Blatt. Ihr heutiger Aufbewahrungsort ist die Pariser Bibliothèque de l’Arsenal (Ms. lat. 1186).